# Dalea nemaphyllidia
Dalea nemaphyllidia är en ärtväxtart som beskrevs av Rupert Charles Barneby. Dalea nemaphyllidia ingår i släktet Dalea, och familjen ärtväxter. Inga underarter finns listade i Catalogue of Life.